# Jean Baptiste Guth

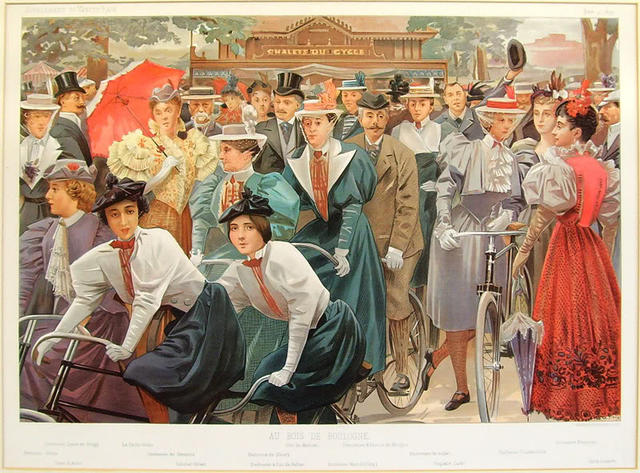
Radfahrerinnen im Bois de Boulogne, Doppelseite aus Vanity Fair, 1897

Jean Baptiste Guth (* 4. Januar 1855 in Paris; † 1922) war ein französischer Illustrator und Karikaturist. Seine Tätigkeit ist von 1875 bis 1921 nachgewiesen.

## Leben und Werke
1875 wurde er zum Studium der Malerei an der École des beaux-arts  in Paris zugelassen, wo er  die Malerklasse von Jean-Léon Gérôme besuchte. Seit 1882 arbeitete er, möglicherweise auf Empfehlung von Louis Charles Auguste Steinheil, für Félix Gaudin, für den er Kartons für Kirchenfenster zeichnete. 
Die Biblioteca Nacional de Portugal besitzt eine Darstellung Gustave Eiffels und seines Turms aus der Zeit um 1890, die von Léon Henri Ruffé gedruckt wurde.
Von 1884 bis 1920 wurden Werke Guths in der Zeitschrift L’Illustration veröffentlicht; die Nummer vom 7. Februar 1891 enthält ein doppelseitiges, von Henry Thiriat gestochenes Porträt des Malers Joseph Meissonnier.

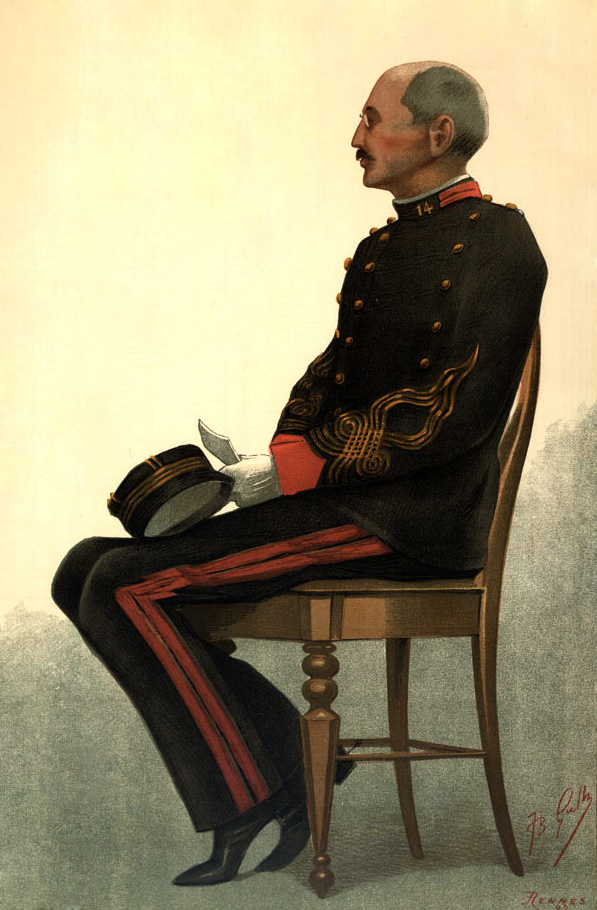
Alfred Dreyfus, Vanity Fair 1899

Von 1889 bis 1908 arbeitete er für die englische Zeitschrift Vanity Fair. Jean Baptiste Guth signierte seine Zeichnungen bekannter Persönlichkeiten, meist Karikaturen, mit seinem Nachnamen „GUTH“. Er schuf unter anderem Porträts der Königin Victoria und des Vizeadmirals Leonce Albert Caillard, der die französische Flotte während der Tanger-Krise kommandierte, von Anatole France und von Alfred Dreyfus. Guth arbeitete meist mit Pastell- und Wasserfarben, seine Bilder wurden lithographisch vervielfältigt. Gedruckt wurden die Vanity-Fair-Bilder von Vincent Brooks Day & Son.